# گوستاوو نوبوا
گوستاوو نوبوا (انگلیسی: Gustavo Noboa; زاده ۲۱ اوت ۱۹۳۷ – درگذشته ۱۶ فوریهٔ ۲۰۲۱) سیاستمدار اهل اکوادور بود. وی از ۲۲ ژانویه ۲۰۰۰ تا ۱۵ ژانویه ۲۰۰۳ به عنوان چهل و دومین رئیس‌جمهور این کشور در منصب حکومتی قرار داشت. او بین سال‌های ۱۹۹۸ تا ۲۰۰۰ در سمت معاون رئیس‌جمهور جمیل معوض قرار داشت، و از ۱۹۸۳ تا ۱۹۸۴ فرماندار استان گوایاس بود.
گوستاوو نوبوا در ۱۶ فوریه ۲۰۲۱، در سن ۸۳ سالگی بر اثر سکته قلبی درگذشت.